# ウルグアイ空軍機571便遭難事故
ウルグアイ空軍機571便遭難事故（ウルグアイくうぐんき571びんそうなんじこ、英語: Uruguayan Air Force Flight 571）は、1972年10月13日にウルグアイ空軍の571便機がアンデス山脈に墜落した航空事故である。
乗員乗客45人のうち29人が死亡したが、16人は72日間に及ぶ山中でのサバイバル生活の末に生還した。この出来事は奇跡的として多方面からの注目を浴びるが、同時に生存者が死者の人肉で飢えを凌いでいたことをめぐり物議を醸すこととなった。

## 事故の流れ

### 1972年10月
10月12日（木）
ステラ・マリス学園 (Stella Maris College) のラグビーチーム『オールド・クリスティアンス』の選手団とその家族や知人を合わせた一行40人が、チリのサンティアゴでの試合に向かった。一行と乗員5人の計45人はウルグアイ空軍の双発ターボプロップ機フェアチャイルドFH-227Dをチャーターし、モンテビデオにあるカラスコ国際空港を出発したが、アンデス山脈での天候不良のため、アルゼンチンのメンドーサで一泊することとなった。
10月13日（金）
飛行機の上昇可能高度上限が9,000 m (30,000 ft)である上に悪天候であったために、メンドーサから直接アンデス山脈を越えてサンティアゴまで飛行することは出来なかった。そこで、メンドーサからアンデス山脈にそって南下し、山脈の切れ目であるプランソンを西に通過してクリコ (en) のすぐ南の地点で山脈を抜け、そこから山脈のチリ側を北上してサンティアゴへ向かうこととなった。
天候が回復したため、飛行機は午後にメンドーサを出発してすぐに山脈の切れ目を通過していた。ここでパイロットはサンティアゴの航空管制官に対して現在地点がクリコであると通知したが、これは後に致命的な過ちだったと判明した。コースが雲に覆われていたので、パイロットは標準的な通過時間を計算することで西から北に方向を変えるタイミングを図った。しかし、実際には、強い向かい風で機体が減速していたために、山脈の切れ目を抜けるには通常よりも長く時間がかかるはずだった。そのため、山脈の西側に十分に達していないうちに北上を開始した。
山々を深く覆う雲の中に突入して間もなく、当時は無名だった峰と1度目の衝突をした (CFIT)。この峰は後にセレール峰 Cerro SelerまたはGlaciar de las Lágrimas、Glacier of Tearsと名付けられた。衝突地点はソスネアド峰 (Cerro Sosneado) とティンギリリカ火山 (en) の間の人里はなれた山地であり、チリとアルゼンチンの国境にまたがる高度4,200メートルの地点だった。吹き飛んだ右翼で垂直尾翼が切り取られ、胴体後部に穴が空いた。別の峰との再度の衝突で左翼もなくなり、機体はただの空を飛ぶ胴体だけとなった。機体は、飛んできたプロペラによって切り裂かれたのちに、地面に衝突し、険しい崖を滑落して最終的に雪に埋まって停止した。また機体の尾部は多くの荷物を積んだまま胴体とは分離して別の場所へ滑落した。乗客3人と乗員2人が機外に放り出され、9人が即死し、負傷が元で初日中に3人が死亡した（死亡12人、行方不明5人、生存28人）。
残った28人は凍てつくように寒い高山でどうやって生存するかという難問に直面した。防寒着や雪を踏み分ける防寒靴などの装備がなかった。雪眼炎 (en) を防ぐサングラスもなく、最後の生存者のひとりである24歳のアドルフォ・"フィト"・ストラウチは、操縦室のサンバイザーを加工してサングラスを作り、目を守った。多くの人が墜落直後に席から放り出されたことによって足を骨折していたが、医療品もなく、生存した医大生2人が航空機の支柱で添え木を作った。

ウルグアイ、チリ、アルゼンチンの3か国からなる捜索隊が捜索を開始したが、フェアチャイルド機の外装は白かったので、積雪に混じり合い、空からの発見は非常に困難だった。捜索は開始から8日後の10月21日に中止された。墜落から11日後に、生存者のロイ・アルレーは、機内にあったトランジスタラジオで捜索が中止されたというニュースを聞いた。ピアズ・ポール・リードは著書『生存者（原題: Alive: The Story of the Andes Survivors）』（生存者のインタビュー文書を題材にしている）でこれに触れている。
| 「 | ニュースを聞くと、ロイの周りに居た生存者たちは、パラード以外全員すすり泣き、祈り始めた。パラードは冷静に西にそびえる山を見上げた。グスターボ・ココ・ニコリッチは、機体から出て、彼らの顔を見て、彼らが何を聞いていたかを悟った。そして、スーツケースとラガーシャツで薄暗い胴体の入り口へ登り、振り返ると「ほら、少年！」と叫んだ。「朗報だ！ ラジオを聞いた。捜索が中止された。」機体の中は沈黙していた。皆は見込みのない状況に涙した。パエスは怒って「一体それのどこが朗報だ？」と叫んだ。「その意味するところは」とニコリッチは言った。「我々が自分たちでここを脱出するということだ。」この1人の少年のおかげで、完全な絶望に陥ることは防がれた。 | 」 |

生存者たちは板チョコレート数枚と、その他のスナック菓子、ワイン数本という少量の食料を持っていた。墜落後の数日間、彼らはこの食料が尽きないように少量を分配した。
救援を求めるために、コックピット無線機を使用しようとしたが、無線機の出力が全くないことが判明した。その後死亡する航空機関士は、墜落後に脱落した機体の尾部にバッテリーが積み込まれていたために電源がなくなり通信ができないと説明した。
10月15日（日）
アドルフォ・"フィト"・ストラウチは、空になったワインボトルに雪を詰め、金属片で突いて雪を溶かして水を溜める工夫をした。フェルナンド・"ナンド"・パラードは意識を回復し、危篤状態にあった妹スサーナを看病した。正午以降、3機の航空機が通過するのを目撃した。少し遅い時間に飛来した1機は機体の残骸の至近距離を通過し、翼を振った。生存者たちは、発見されたと信じた。午後に、ラグビーチームのキャプテンのマルセロ・ペレスは、支給された食物の一部が誰かに食べられていることを発見した。
10月16日（月）
ロベルト・カネッサは、酷い傷を負ったラファエル・エチャバーレンのためにハンモックを組み立てた。アドルフォ・"フィト"・ストラウチは、足にシートのクッションを取り付けることで雪上を歩けることを発見した。
10月17日（火）
カルロス・パエス、ヌマ・トゥルカッティ、ロベルト・カネッサ、アドルフォ・"フィト"・ストラウチは、脱落した尾部を探そうとして墜落地点から出て尾根の反対側に向かったが、結局何も見つけることが出来ずに体力を消耗して引き返した。
10月21日（土）
スサーナ・パラードが彼女の兄であるナンドの腕の中で死去した（死亡13人、行方不明5人、生存27人）。
10月22日（日）
配給管理された食糧が尽き、自然植生植物も動物も雪で覆われている山には存在しなかった。機体内で議論が行われ、ロベルト・カネッサは仲間の遺体を人肉食して生存を続けることを主張した。何人もの生存者が食べることを拒否したが、ロベルト・カネッサが主導権を握った。この決定は人肉食する相手のほとんどが彼らの親友・級友であったので軽い決定ではなかった。
生存者のひとりナンド・パラードの著書で2006年に出版された『アンデスの奇跡：72日間を生き延びて山脈から生還 (en)』ではこう綴られている。
| 「 | 高山では、身体に必要なエネルギーは膨大だった。…新たな食料を発見するという望みはなく、我々は本気で飢えていた。我々は新たな食料を探し求めて機内を捜索した。…何度も胴体の中を探し回り、モーゼルで山を登った。我々は、荷物の断片である革片を、それに使われている化学物質が身体に与える益よりも害が大きいことを知りながら食べようとした。我々は藁を見つけようとして多くの座席やクッションを切り裂いたが、藁は使われていないことがわかった。…我々は何度も同じ結論に達した。我々が着ていた衣服は食べられないし、アルミニウム、プラスチック、氷、岩石以外に何もここにはなかった。 | 」 |

乗客は全員カトリック教徒だったが、ピアズ・ポール・リードが、問題となっている行為は聖餐（せいさん）と同一視されると主張した。それは唯一の生存の方法であった。他の人々は、そのことを祝福したが救出後にその行為が発覚したときには態度を翻している。
10月23日（月）
生存者たちは、機体の中で発見したラジオを通して、捜索隊が自分たちを発見出来ないまま捜索を中止したことを知った。
雪崩の後に、数人の少年たちは生存の唯一の手段が山頂に登って救援を求めることであると執拗に訴えた。機体はクリコを通過したという副パイロットの主張により、一行はチリの農村部が西へわずか数マイルの地点にあると仮定した。少年達の中で最も強健で健康状態の良かったヌマ・トゥルカッティ、ダニエル・マスポンス、グスターボ・セルビーノの3人が提案に基づき出発し、雪上に残っている機体が滑り落ちた跡を登った。
10月24日（火）
3人は、機体の尾部を発見しようとして山を登った。途中で翼の断片と機外に放り出された行方不明者5人（乗客3人、乗員2人）の遺体を発見した（死亡18人、生存27人）。尾部は発見できなかった。厳寒の高山を夜通し歩くのは困難が多いと考え、遠征を思いとどまり、山頂に一泊して機体へ戻った。
10月29日（日）
生存者たちが機体の中で眠りにつこうとしていたとき、雪崩がすさまじい勢いで機体の中に流れ込み、機体の中で横たわっていた全員を埋め尽くした。比較的浅く埋まった人は、雪で埋まった人を救おうとしたが、19人の生存者を残して8人が死亡した（死亡26人、生存19人）。3日間、機体は数フィートの雪の下に埋まり、生存者たちは非常に狭く閉じ込められた中で生き延びた。
10月30日（月）
猛吹雪で機外に雪が蓄積されていく中、狭い機内に閉じ込められたままヌマ・トゥルカッティの誕生日を祝った。
10月31日（火）
ヌマ・トゥルカッティと同様に、カルロス・パエスの誕生日を祝った。

### 1972年11月
11月1日（水）
嵐は去り、空は晴れた。生存者たちは機内の材料で雪を掻き出す道具を作り、それを使って機内から雪を取り除き、遺体を掘り出した。また、この日はアルフレド・"パンチョ"・デルガドの誕生日でもあった。ロベルト・"ボビー"・フランソワとコチェ・インシアルテは山を100メートルほど登ったが途中で引き返した。数日後、ヌマ・トゥルカッティとホセ・ペドロ・アルゴルタは機体の翼に登った。
11月5日（日）
ナンド・パラードとロベルト・カネッサの他に誰が最終的な救助を求める遠征に同行するかを決めるために、精神的・肉体的なテストをすることとなった。このために、カルロス・パエス、ロイ・アル、アントニオ・"ティンティン"・ビシンティンの3人が山の下側に2日間遠征した。3人は、機体の後部ドアと、アルミニウム容器2個、コーヒーの残り3分の1を発見した。日没までに機体へ戻るのは不可能だった。パエスとアルレーは遠征の苦しみに耐えられず、ビシンティンが同行することになった。
11月15日（水）
アルトゥーロ・ノゲイラが足の負傷の炎症が元で死亡した（死亡27人、生存18人）。遠征隊は、機体を出て西へ向かうつもりだったが、気象条件が悪化し、3時間後に引き返した。
11月17日（金）
数回の遠征挑戦のあとに、ナンド・パラード、ロベルト・カネッサとアントニオ・"ティンティン"・ビシンティンを含む最終グループが結成された。ロベルト・カネッサの主張で、3人はまず、尾部を発見するために山脈の東へ向かおうとした。
11月18日（土）
3人の遠征隊は北西へ向かって進み、機体の尾部を発見した。スーツケースが数個あり、中身は煙草と残飯と衣服とボール箱だった。また残飯および、漫画雑誌、衣服、煙草を発見した。アントニオがポールに巻き付けられた断熱材を発見した。これは、後に彼らの脱出の鍵となった。尾部の内部でよく保存された状態のバッテリーを発見した。3人はそこで夜を過ごした。
機体では、ラファエル・エチャバーレンが死亡した（死亡28人、生存17人）。
11月19日（日）
バッテリーが非常に重かったので、バッテリーを機体まで運ぶ代わりに機体から無線機を尾部まで持って来ることに決めた。3人は機体に戻り、スーツケースの山から発見したものを仲間に示した。
11月23日（木）
ロベルト・"ボビー"・フランソイスの誕生日で、生存者たちは、彼に煙草1箱を誕生日プレゼントとして与えた。ロベルト・カネッサとナンド・パラードは機体から無線機を取りはずした。
11月24日（金）
アントニオ・"ティンティン"・ビシンティンおよび、ロベルト・カネッサ、ナンド・パラード、ロイ・アルレーが、長く苦しい距離の中、1時間半かけて無線機を尾部まで運んだ。到着すると、雪解けによって前回より多くのスーツケースが露出していた。ロイ・アルレーは無線機の修理に取りかかった。
11月25日（土）
少年らが遠征から帰還した後、尾部に同行したロイ・アルレーは気が進まないながら修理を手助けしたが、より若いひとりと電気工学の専門家が11月25日から11月29日の間に修理を続けた。
11月26日（日）
持ってきた食料が尽きたので、パラードとビシンティンが機体へ戻った。アルレーとカネッサは、無線機の修理を続けるために尾部に残った。
11月28日（火）
パラードとビシンティンがより多くの食料を尾部へ運んで来た。生存者たちはトランジスタラジオによってウルグアイ空軍のC-47が彼らの捜索を再開したことを知った。
11月29日（水）
無線機が修理できないことが判明したので、彼らは機体へ引き返した。そのときはわからなかったが、無線機はバッテリーで駆動していたのではなく、機体のエンジンが発生させる電力で動作していた。
西へ向かうことが唯一の生存の方法だと彼らは考えていたが、厳寒の夜を数日間乗り切らなければならなかった。寝袋を作ることが提案された。

### 1972年12月
生存者のひとりナンド・パラードは、34年後の2006年の著書『アンデスの奇蹟-南米アンデスの高山に墜落した旅客機 生還者みずからが語る72日間の真実』(en)』でこのときの寝袋について綴っている。
| 「 | 2度目の挑戦では、日没後の外気への露出から身を守らなければならなかった。我々が死にそうなほどに夜はまだ寒く、一年のこの時期、昼間でも、広く露出したスロープでは避難できないことは分かっていた。凍死することなく長い夜を乗り切る方法が必要だった。我々は、尾部で断熱材が巻き付いたポールを発見して解決した。（中略）遠征について皆で議論し、一緒にパッチを縫うことで、大きく暖かいキルトを作れると分かった。我々はキルトを半分に折り重ね、継ぎ目を縫い合わせて、3人が遠征に耐えられるだけの断熱性のある寝袋を作った。3人の体温が断熱布によって保持されるなら、最も寒い夜を乗り切ることが可能かも知れなかった。 カルリトス・パエスが作業をやってみると言った。彼は、少年だったときに母から裁縫を教わっていた。母の化粧箱から裁縫用の針と糸を見付けて作業に取りかかった。（中略）彼は他の生存者たちにも裁縫を教え、交代で作業を行った。（中略）我々の中で、コチェおよび、グスターボ、フィトが最も仕立て作業が速いことが分かった。 | 」 |

12月9日（土）
ナンド・パラードの誕生日で、尾部で見付かった葉巻を他の生存者たちが誕生日プレゼントとして与えた。
12月11日（月）
捜索機が上空を通過するときに備えて、雪の中にスーツケースで大きな十字を描いた。
アルフレド・"パンチョ"・デルガドの親友であったヌマ・トゥルカッティが死亡した（死亡29人、生存16人）。
12月12日（火）
寝袋の完成後、ロベルト・カネッサは出発をためらっている者を最終的に説得し、ロベルト・カネッサ、ナンド・パラード、アントニオ・"ティンティン"・ビシンティンの3人がチリへ向かう谷を見つけるために最終的な遠征に出発した。パラードが先頭に立ち、行進速度を緩めるために頻繁に声をかけた。登りの行程は、厳しい長旅となった。夜、巨大な岩の横で仲間たちが縫い上げた寝袋で眠った。厳寒であったが、寝袋によって数夜を生き延びることができた。
12月13日（水）
カネッサは、渓谷を見て、それが道路であると考えたが、そのときはそのことを他の2人に話さなかった。グループは登り続け、午後までには、睡眠のための前日と同じような大きな岩に達した。カネッサが道路について言及し、引き返すことを主張したが、パラードは異なった意見を述べた。議論は続いたが、決断を下すことなく彼らは眠りについた。
機体の食料の備蓄が底を突きかけ、グスターボ・セルビーノとアドルフォ・"フィト"・ストラウチは死体を探しに機体を出て、1体を発見したが、2人はそれを機体に回収することができないほど疲れていた。
12月14日（木）
ビシンティンとパラードは登山を続けたが、カネッサは道路と考えた地点を観察するために宿泊地点から動いていなかった。パラードたちは山の頂上に到達したが、パラードはその光景に息を飲んだ。彼の前に見渡す限り広がっていたのは、より多くの山々だった。山脈は眼前に小さく「Y」の文字のように遠くまで広がり、当初の計画であった山脈を越えて救助を求める望みは絶たれた。
食料の消費を最小限に抑えるために、パラードとカネッサが遠征を継続し、ビシンティンは自分の食料を2人に預けて墜落地点へ戻った。帰りのルートは、下るだけであり、壊れた機体の部品から作成したソリがあったので、1時間しかかからなかった。残った2人はその晩はその場で眠った。
機体では、カルリトス・パエスとホセ・ペドロ・アルゴルタがより多くの遺体を探しながら谷を通って登った。1体を発見し、腐敗を防ぐために雪で覆った。
12月15日（金）

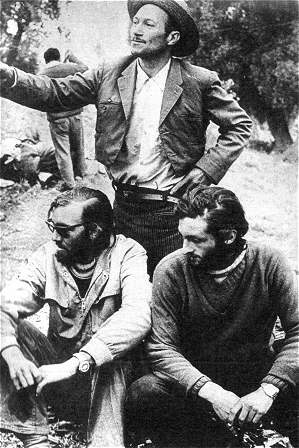
ナンド・パラードとロベルト・カネッサとチリのウアッソ、セルヒオ・カタラン。Revista Argentina誌、"Gente y la actualidad"。1974年

パラードとカネッサは、遠征に出発してから9日目（12月20日）の昼間の休息以外は、再開から7日以上歩き続けていた。
朝、機体に残った13人の男たちが何かが山を滑り降りて来るのを発見した。初めは岩石だと思ったが、ビシンティンが機体の座席を利用したソリを使っていることがわかった。到着と同時に、ビシンティンはカネッサとパラードがまだチリに向かって遠征を続けており、ビシンティンの分の食料を2人に預けたと説明した。前日にアドルフォ・"フィト"・ストラウチ、グスターボ・セルビーノ、ホセ・ペドロ・アルゴルタが外で遺体を探している間に、他の生存者たちがラジオを聴き、彼らがスーツケースで雪上に描いた十字をウルグアイ空軍のC-47が発見したことを知った。
12月16日（土）
カネッサとパラードが3時間を掛けて峰を登り、最も良い下りのルートを捜索した。午後にソリでかなりの距離を滑降した後に2人は眠りについた。
12月17日（日）
機体の生存者たちは、彼らがスーツケースで雪上に描きウルグアイ空軍のC-47によって発見された十字が、アルゼンチンの気象学者が融雪量測定のために円錐形のマーカーで描いたものであると公表されたことに驚愕した。
パラードとカネッサは、決めたルートの通りに進み、正午までに山のふもとに達して、谷へ進んだ。ある場所で休息したとき、近くの小川にコケやアシが生えているのを発見した。それは彼らが遭難以来初めて目にした植物だった。カネッサは、ハーブを摘んで食べた。
12月18日（月）
パラードは、谷の下方から登っているとき、先のものを見ようとして足を速め、カネッサを置き去りにした。進んでいくと、雪道は終わり、植物がたくさん生い茂っていた。小川は西に向かって注ぎ、動物がいる可能性もあった。彼らはその光景に驚いた。休息しながら川に向かって歩き続けた。カネッサはしばらくしてサングラスを落としたことに気づいた。それがなければ、雪に反射する太陽の光で網膜が焼かれ、失明する危険があった。2人はサングラスを見つけるために一旦引き返し、サングラスを発見後、再び川に向かって歩き続けた。夜、彼らは機体を出発して以来初めてぐっすりと眠ることができた。
12月19日（火）
朝、2人は牛の群れを発見した。これは彼らの歩みの希望となった。次に、文明の最初の兆しである空のスープ缶と蹄鉄を発見した。その後、多くの牛と切り倒された木を見たとき、文明圏が間近であることが確かだと考えた。彼らは救出されることを確信し、熟睡した。
12月20日（水）
彼らは、起床した後、リュックサックから寝袋など不要になったものを捨てて歩き続けたが、その後文明の兆しを発見できなかった。カネッサが吐き気を催したので、パラードが彼の荷物を代わりに担いだ。最終的に、彼らは石の柵囲いまで到達し、そこを寝床に決めた。
眠る前に、パラードは自分たちが進もうとしているルートが2番目に発見した川で遮られたことに気づいた。胃けいれんを起こしていたカネッサは、薪を拾っていたとき、川の向こう岸に居る馬に乗った男性のようなものに気がつき、近眼のパラードに大声で斜面を走り降りるように言った。パラードは、カネッサが叫んだのを聞いて川へ向かって走ったが、男性を発見することはできなかった。
パラードは、最初はカネッサの想像にすぎないと思っていたが、少しして、川の向こう岸で誰かが叫んでいるのを聞くと同時に、馬の背にウアッソの男性が3人乗っているのを確認した。カネッサとパラードは、川に走り寄り、自分たちが絶望的で、助けを求めていることを身振りで示した。乗り手の1人は、馬を抑制しながら何かを彼らへ大声で叫んだ。乗り手の1人、セルヒオ・カタランは、2人に、「明日」と叫んだ。明日助けられれば、それで十分だった。2人はこの時点で救助されることを確信し、歓喜に震えながら川のそばで寝入った。出発から9日が経過していた。
12月21日（木）
機体では、カルロス・パエス、ダニエル・フェルナンデスが遠征隊が救援を求めることに成功したという兆しを待っていた。
セルヒオ・カタランが川へ来た。紙と鉛筆を結びつけた石を川の向こう岸の2人へ投げた。パラードがそれを拾って読むと、「すぐそこへ到着するように人間を送った」と書かれていた。パラードは書いて投げ返した。「私は山へ墜落した飛行機から来ました。ウルグアイ人です。私たちは10日間歩いています。墜落地点に負傷した友人を残しています。まだ飛行機に14人の負傷者が居ます。私たちはここから早く脱出しなければなりませんが、どうしたら良いのかわかりません。ほんの少しの食料もありません。私たちは非常に衰弱しています。あなたはいつ私たちを救出しに来てくださるでしょうか? 私たちは歩くことが出来ません。ここはどこですか? SOS」
セルヒオ・カタランはその文章を読むと、2人へ身体全体で大きく了承の意を示した。カタランは、馬を走らせ、数時間後に2人の元へ到着した。カネッサとパラードは遭難事故について簡潔に説明した。カタランは、貪欲に食事を求める2人へ小屋とパンを与えた。カタランが税関検査官へ2人の手紙を見せ、税関検査官たちがサンディアゴから3機のヘリコプターで出発したとカタランは2人へ伝えた。
機体の生存者たちは、2人の遠征隊が発見され無事に救出されたというニュースをラジオで聞いた。
12月22日（金）
朝まで山が霧に包まれており、ヘリコプターを飛ばすことができないことにパラードとカネッサは、愕然とした。
10月13日に起きた墜落事故を生存者たちが厳しい環境下で生き延びたというニュースは世界中の報道機関を注目させ、その後関係者の下には洪水のようにレポーターたちが訪れた。パラードとカネッサは朝食を摂り、増加する報道陣に会った。彼らは熱心に質問に答えたが、どうやって生存できたかについては話すのを避けた。
午後に、小さな村（ロス・マイテネス村）にヘリコプターが到着した。同乗したパラードによって誘導され、フェアチャイルド機が横たわる墜落地点までの谷を飛び、生存者たちは2人の捜索隊、救出登山家によって救出された。救出されたとき、生存者の数は事故直後の半分以下の16人に減っていた。ヘリコプターの到着は、歓喜に満ちた14人の生存者たちに歓迎された。1回目に救助されることとなった追加の最大積載人員である6人は、救出されることを山に対して感謝した。生存者たちがロス・マイテネス村に到着したとき、彼らは喜びの頂点にあった。草を抱擁し、笑い、転がり回り、自分たちの救出を祝った。数時間後に、全員がサンフェルナンドのセント・ジョン聖病院へ収容された。
2回目の救出飛行は夜間にすることになり、さらに、霧に覆われたアンデス山脈に衝突する危険があるため翌朝まで遅れた。残りの8人の生存者たちは機体の中でもう一夜眠らざるを得なかったが、毛布や衣類、食料と水を手にし、サポートとして医療班と登山家が共に墜落地点にいた。
12月23日（土）

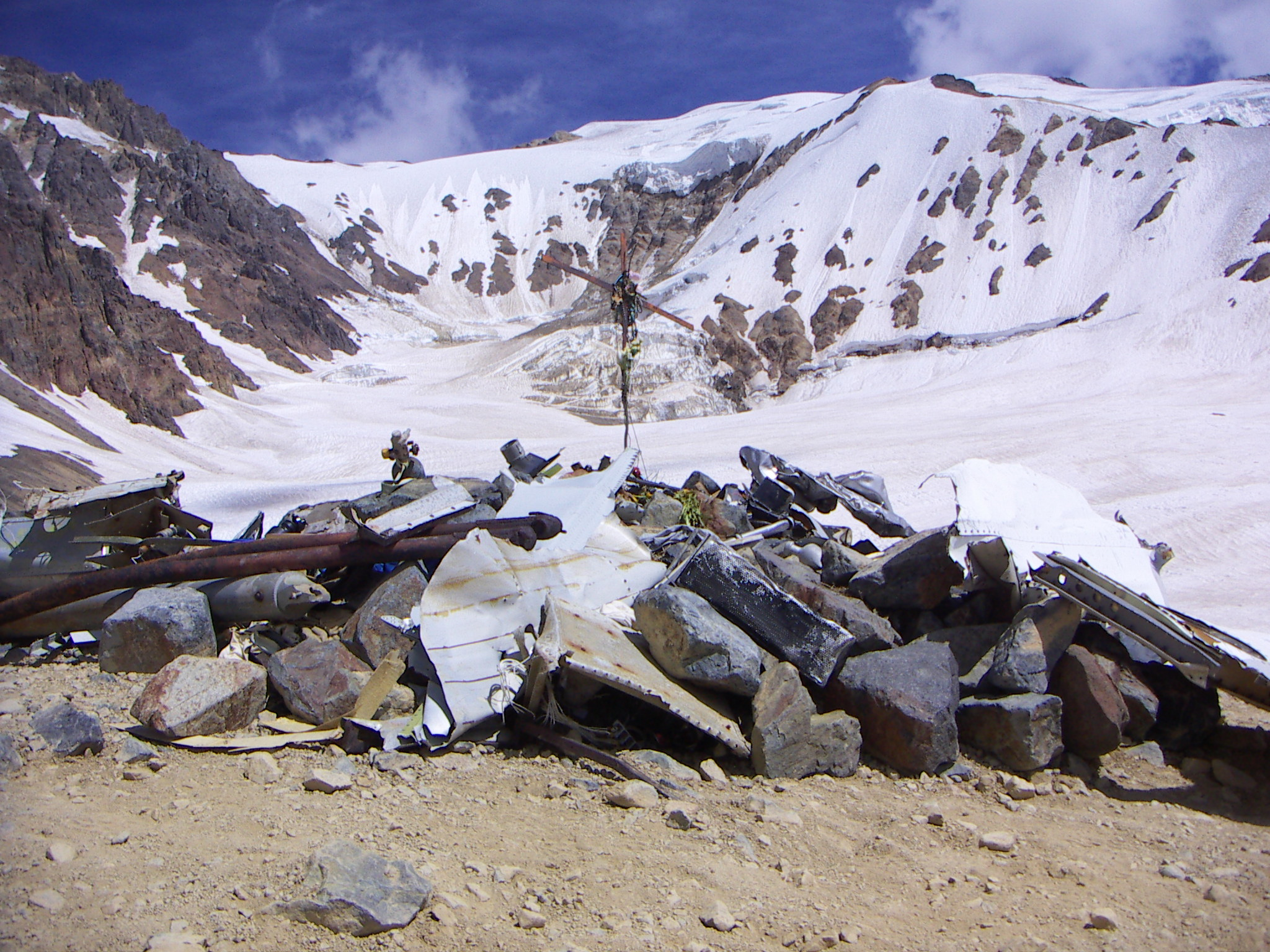
墜落地点に建てられた十字架

午前10時、救助ヘリコプターが機体に残る8人の生存者たちのために墜落地点へ戻った。16人の生存者全員が救助され、喜びの場面が再びロス・マイテネス村で繰り返された。2番目のグループは、最初の救助者グループと異なり、まずチリのコルチャグアへ輸送されてからサンティアゴの国民健康保険病院へ輸送された。生存者の全てがサンディアゴの病院へ収容され、高山病、脱水症状、凍傷、骨折、壊血病、栄養失調の治療を受けた。
生存者6人はすぐに退院し、シェラトンホテルへ行った。ロイ・アルレーとハビエル・メトルは、コチェ・インシアルテとアルバロ・マンヒーノが先に収容されていた4人部屋に引き留められた。19時に、アルレー、メトル、インシアルテ、マンヒーノ以外の生存者は皆、シェラトン・デ・サン・クリストバルで再会した。
12月24日（日）
4人が病院から退院し、シェラトンホテルで他の皆と合流した。ロベルト・"ボビー"・フランソイスとダニエル・フェルナンデスはモンテビデオに帰り、それ以外の14人は、クリスマス・イブを一緒に祝った。
生存者たちは、救助直後には機内に持ち込んでいたチーズを食べて生き延びていたと説明していたが、家族と詳細かつ内密に議論し、遺体を食べざるを得なかったことを公にしようと考えた。
12月26日（火）
グループは別れ、パラードはサンティアゴを離れてビナ・デル・マールの家に引っ越した。生存者たちは、モンテビデオへ戻るときに記者会見を行うことを計画していた。
しかし、機内に残されたままの切り分けられ保存された遺体の写真が救助隊に同行した山岳ガイドらによってリークされ、サンティアゴの新聞「El mercurio」は一面トップで生存者たちの人肉食に焦点を合わせたセンセーショナルな記事を発表した。
12月28日（木）
生存者たちは、モンテビデオへ到着し、ステラ・マリス大学で記者会見を開催し、72日間の生存の試練について説明した。
年月を経て、この出来事に関する本2冊と映画2本と公式サイトができた。
まだ非常に衰弱していたロイ・アルレーはチリに残り、数日後に帰宅した。
救助隊員は、墜落地点から800メートルほど離れた地点に死者の遺体を埋め、石を積み重ね、中心に鉄製の十字架を建てた。機体内に残っていた遺体の残骸は野次馬による損壊を防ぐために焼却処分された。

## 乗員・乗客

### 16人の生存者
| 氏名                                     | 氏名                         | 年齢（事故当時） |
| ---------------------------------------- | ---------------------------- | ---------------- |
| ホセ・ペドロ・アルゴルタ                 | (José Pedro Algorta)         | 21歳             |
| ロベルト・カネッサ                       | (Roberto Canessa)            | 19歳             |
| アルフレド・"パンチョ"・デルガド         | (Alfredo "Pancho" Delgado)   | 24歳             |
| ダニエル・フェルナンデス                 | (Daniel Fernández)           | 26歳             |
| ロベルト・"ボビー"・フランソイス         | (Roberto "Bobby" François)   | 20歳             |
| ロイ・ハーレイ                           | (Roy Harley)                 | 20歳             |
| ホセ・ルイス・"コチェ"・インシアルテ     | (José Luis "Coche" Inciarte) | 24歳             |
| アルバロ・マンヒーノ                     | (Álvaro Mangino)             | 19歳             |
| ハビエル・メトル                         | (Javier Methol)              | 36歳             |
| カルロス・"カルリトス"・パエス           | (Carlos "Carlitos" Páez)     | 18歳             |
| ナンド・パラード                         | (Nando Parrado)              | 22歳             |
| ラモン・"モンチョ"・サベージャ           | (Ramon "Moncho" Sabella)     | 21歳             |
| アドルフォ・"フィト"・ストラウチ         | (Adolfo "Fito" Strauch)      | 24歳             |
| エドゥアルド・ストラウチ                 | (Eduardo Strauch)            | 25歳             |
| アントニオ・"ティンティン"・ビシンティン | (Antonio "Tintin" Vizíntin)  | 19歳             |
| グスターボ・セルビーノ                   | (Gustavo Zerbino)            | 19歳             |

### 死亡者
5人の乗員と24人の乗客が山中で死亡した。
| 氏名                               | 氏名                        | 年齢（事故当時） | 備考                                            |
| 乗員                               | 乗員                        | 乗員             | 乗員                                            |
| ---------------------------------- | --------------------------- | ---------------- | ----------------------------------------------- |
| フリオ・セーサル・フェラダース大佐 | (Col.Julio César Ferradás)  | 39歳             | 機長                                            |
| ダンテ・ラグララ中佐               | (Lt.Col.Dante Lagurara)     | 41歳             | 副操縦士                                        |
| ラモン・マルティネス中尉           | (Lt.Ramon Martínez)         | 30歳             | 航空士                                          |
| オビディオ・ラミレス軍曹           | (Sgt.Ovidio Ramírez)        | 26歳             | スチュワード                                    |
| カルロス・ロケ軍曹                 | (Sgt.Carlos Roque)          | 24歳             | 整備士、10月29日に発生した雪崩により死去        |
| 乗客                               |                             |                  |                                                 |
| フランシスコ・"パンチート"・アバル | (Francisco "Panchito" Abal) | 21歳             | 10月13日 即死・負傷による当日中に死亡・行方不明 |
| ガストン・コステマージェ           | (Gaston Costemalle)         | 23歳             | 10月13日 即死・負傷による当日中に死亡・行方不明 |
| ホセ・ギド・マグリ                 | (José Guido Magri)          | 23歳             | 10月13日 即死・負傷による当日中に死亡・行方不明 |
| アレクシス・"アレーホ"・オウニエ   | (Alexis "Alejo" Hounié)     | 20歳             | 10月13日 即死・負傷による当日中に死亡・行方不明 |
| フィリペ・マキリアイン             | (Filipe Maquirriain)        | 22歳             | 10月13日 即死・負傷による当日中に死亡・行方不明 |
| グラシエラ・マリアーニ夫人         | (Mrs. Graciela Mariani)     | 43歳             | 10月13日 即死・負傷による当日中に死亡・行方不明 |
| フリオ・マルティネス・ラマス       | (Julio Martínez Lamas)      | 24歳             | 10月13日 即死・負傷による当日中に死亡・行方不明 |
| エステル・ニコラ夫人               | (Mrs. Esther Nicola)        | 40歳             | 10月13日 即死・負傷による当日中に死亡・行方不明 |
| フランシスコ・ニコラ博士           | (Dr. Francisco Nicola)      | 40歳             | 10月13日 即死・負傷による当日中に死亡・行方不明 |
| エウヘニア・パラード夫人           | (Mrs. Eugenia Parrado)      | 50歳             | 10月13日 即死・負傷による当日中に死亡・行方不明 |
| ダニエル・ショー                   | (Daniel Shaw)               | 24歳             | 10月13日 即死・負傷による当日中に死亡・行方不明 |
| カルロス・バレータ                 | (Carlos Valeta)             | 18歳             | 10月13日 即死・負傷による当日中に死亡・行方不明 |
| フェルナンド・バスケス             | (Fernando Vásquez)          | 20歳             | 10月13日 即死・負傷による当日中に死亡・行方不明 |
| スサーナ・"サッシー"・パラード     | (Susana "Susy" Parrado)     | 20歳             | 10月21日死去                                    |
| ダニエル・マスポンス               | (Daniel Maspons)            | 20歳             | 10月29日に発生した雪崩により死去                |
| フアン・カルロス・メネンデス       | (Juan Carlos Menéndez)      | 22歳             | 10月29日に発生した雪崩により死去                |
| リリアーナ・メトル夫人             | (Mrs. Liliana Methol)       | 34歳             | 10月29日に発生した雪崩により死去                |
| グスターボ・"ココ"・ニコリッチ     | (Gustavo "Coco" Nicolich)   | 20歳             | 10月29日に発生した雪崩により死去                |
| マルセロ・ペレス                   | (Marcelo Pérez)             | 25歳             | 10月29日に発生した雪崩により死去                |
| エンリケ・プラテーロ               | (Enrique Platero)           | 22歳             | 10月29日に発生した雪崩により死去                |
| ディエゴ・ストーム                 | (Diego Storm)               | 20歳             | 10月29日に発生した雪崩により死去                |
| アルトゥーロ・ノゲイラ             | (Arturo Nogueira)           | 21歳             | 11月15日死去                                    |
| ラファエル・エチャバーレン         | (Rafael Echavarren)         | 22歳             | 11月18日死去                                    |
| ヌマ・トゥルカッティ               | (Numa Turcatti)             | 24歳             | 12月11日死去。最後の死亡者。                    |

## 書籍

### アンデスの聖餐（1973年）
『アンデスの聖餐』（原題：Survive!）は、アメリカの歴史家クレイ・ブレアJr. (Clay Blair Jr.) によって書かれた。日本では、1973年に『アンデスの聖餐 : 人肉で生き残った16人の若者』の題で早川書房から刊行され、1978年の文庫化の際には『アンデスの聖餐』へ改題された。また、本書がメキシコ映画『アンデス地獄の彷徨』 Supervivientes de los Andes （1976年）の原作となった。

### 生存者（1974年）
『生存者』（原題：Alive: The Story of the Andes Survivors）は、イギリスのノンフィクション作家ピアズ・ポール・リードによって、生存者とその家族へのインタビューを元に書かれた。冒頭で、生存者たちがこの本を出版することを望んだ理由が記されていたが、これは2005年の再版時に改訂された。以下は改訂前の引用である。
| 「 | 我々は、この本が出版されるべきであると決めた。多くの噂が流布されている真実は山脈の中で起こった。我々は死んだ友人たちと、我々が必要としたとき愛を込めて我々のことを受け止めた彼らの両親の理解に我々の苦しみと連帯感が書かれたこの本を捧げる。 | 」 |

出版タイトルは前述の通り、2005年の再版時に Alive: Sixteen Men, Seventy-two Days, and Insurmountable Odds と改題された。序文も著者および生存者のホセ・ルイス・インシアルテ、アルバロ・マンヒーノの2人のインタビューへ改訂された。
日本では、1974年に『生存者―アンデス山中の70日』の題で平凡社から刊行され、1982年には『生存者』の題で新潮文庫から文庫化された。また、本書がアメリカ映画『生きてこそ』 Alive （1993年）の原作となった。

### アンデスの奇蹟（2006年）
救助から34年後の2006年、ナンド・パラード著の『アンデスの奇蹟』（ビンス・ラウス共著）が出版され、日本では2009年に『アンデスの奇蹟』の題で山と溪谷社から刊行された。この本には、パラードが実際に体験した体験談が綴られている。
| 「 | 事実上、我々の生還は国家のプライドの問題となった。我々の試練は輝かしい冒険譚として祝われていた。…私はあの山脈には栄光などなかったと彼らに説明する方法を知らなかった。それは、全ての醜悪さと、恐怖と、自暴自棄と、とても多くの罪無き人々が死にゆくのを見る不快だった。また、私は報道が我々が生存するために食べたものに関することを扇動したことに動揺した。我々の救出後すぐに、カトリック教会の職員たちは、教義に照らしても我々が死者の肉を食べたことは罪に当たらないと発表した。ロベルトが山で論争したように、教会は罪は自分たちが死にゆくことを許容することにあると世界に発表した。私にとっての素晴らしい満足だった出来事は、死んだ少年の両親の多くが、我々が生き残るために選択した行為を理解し、受け入れたことを世界に公表し支持を表明したという事実だった。…これらのジェスチャーにもかかわらず、多くの報道が無思慮で強引な方法で我々の食事に焦点を合わせた。中には薄気味悪い写真を一面に飾り、恐ろしい見出しで報道した新聞もあった。 | 」 |

## 映画
この事故はいくつかのドキュメンタリー映画と劇映画になっている。

### ドキュメンタリー映画

#### アンデスの聖餐（1975年）
ドキュメンタリー映画『アンデスの聖餐』（原題：La Odisea de los Andes）は、1975年にブラジルで公開された。監督はアルバロ・J・コバセビッチ (Alvaro J. Covacevich) 、脚本はマリオ・バルガス・リョサ。墜落・遭難事故の再現と、遺族が墜落現場を訪れる模様を描いている。日本では1976年9月に公開された。邦題の冒頭に「人肉で生き残った16人の若者」の副題がつく。

#### Alive: 20 Years Later（1993年）
ドキュメンタリー映画 Alive: 20 Years Later は、1993年のアメリカ映画。監督・脚本はジル・フレートン＝スミス (Jill Fullerton-Smith) 、ナレーターはマーティン・シーン。事故の20年後に生存者たちの人生を振り返っている。また、ハリウッド映画『生きてこそ』の制作に参加した生存者たちについて議論している。日米ともに劇場未公開。

#### アライブ 生還者（2007年）
ドキュメンタリー映画『アライブ 生還者』（原題：Stranded: I've Come from a Plane That Crashed on the Mountains）は、2007年のフランス映画。監督はゴンサロ・アリホン (Gonzalo Arijon) 。生存者全員とその家族、救助に関わった人たちのインタビューと、生存者が墜落地点に戻る遠征が記録されている。2007年にオランダの第20回アムステルダム国際ドキュメンタリー映画祭 (International Documentary Film Festival Amsterdam) にて上映され、ヨリス・イヴェンス賞（60分以上の作品に与える最高賞）を受賞した。日本では2009年4月11日に劇場公開された。

### 劇映画

#### アンデス地獄の彷徨（1976年）
『アンデス地獄の彷徨』（原題：Supervivientes de los Andes）は、1976年のメキシコ映画。監督はレネ・カルドナ (René Cardona) 、製作はレネ・カルドナとレネ・カルドナJr. (René Cardona Jr.) 。クレイ・ブレアJr. (Clay Blair Jr.) の著作『アンデスの聖餐』 Survive! （1973年）を原作としている。日本では劇場未公開。邦題には「航空機墜落・極限の乗客たち」の副題がつく。

#### 生きてこそ（1993年）
『生きてこそ』（原題：Alive）は、1993年のアメリカ映画。監督はフランク・マーシャル。P.P.リード (Piers Paul Read) の著作『生存者』 Alive: The Story of the Andes Survivors （1974年）を原作としている。生存者のナンド・パラードは映画の技術顧問を務め、カルロス・パエスとラモン・サベージャは墜落地点の胴体部分を訪れ、撮影の際はセットの細かいところや、実際の出来事に関して指示した。日本では1993年5月に劇場公開された。

#### 雪山の絆（2023年）
『雪山の絆』は、2023年のスペイン映画。監督はJ・A・バヨナ。パブロ・ヴィエルチの著作『La Sociedad de la Nieve(原題)』を原作とする。製作はNetflix。2023年12月22日より一部劇場にて公開された。

## 公式サイト
2002年、生還30周年を記念してイベントが開かれた。生存者の手で作られた公式サイトViven! El Accidente de Los Andesは英語とスペイン語で利用可能である。

## 関連作品

### 書籍
- 2006年 - ナンド・パラード, Vince Rause, Miracle in the Andes: 72 Days on the Mountain and My Long Trek Home, Random House Large Print, ISBN 978-0-7393-2632-9（2006年5月9日）
- 2005年 - Piers Paul Read, Alive: Sixteen Men, Seventy-two Days, and Insurmountable Odds, Adventure Library, ISBN 978-1-885283-08-5（1996年6月、改訂版）
- 1974年 - Piers Paul Read, Alive: The Story of the Andes Survivors, Lippincott Williams & Wilkins, ISBN 0-397-01001-X（1974年4月、初版）
- 1973年 - エンリケ・H・ロペス著、栗原勝訳『彼らは人肉で生きのびた アンデスー16人の全証言』双葉社

### 記事
Dowling, Claudia Glenn. "Still Alive." ライフ（1993年2月号）48-59ページ。

### 映画
- 1975年 - アンデスの聖餐 La Odisea de los Andes （ドキュメンタリー映画）
- 1976年 - アンデス地獄の彷徨 Supervivientes de los Andes
- 1993年 - 生きてこそ Alive
- 1993年 - Alive: 20 Years Later （ドキュメンタリー映画）
- 2007年 - アライブ 生還者 Stranded: I've Come from a Plane That Crashed on the Mountains （ドキュメンタリー映画）
- 2023年 - 雪山の絆 La sociedad de la nieve